# The Fear (série télévisée, 2012)
Pour les articles homonymes, voir The Fear.
The Fear est une mini-série britannique en quatre parties de 45 minutes diffusée du 3 au 6 décembre 2012 sur Channel 4.
En France, elle a été diffusée à partir du 29 décembre 2013 sur OCS Choc. Elle reste inédite dans les autres pays francophones.

## Synopsis
Richie, entrepreneur et ancien chef de gang, est le « roi » de Brighton jusqu'à l'arrivée de la mafia albanaise.

## Distribution
- Peter Mullan : Richie Beckett
- Anastasia Hille : Jo Beckett
- Harry Lloyd : Matty Beckett
- Paul Nicholls (en) : Cal Beckett
- Demosthenes Chrysan : Vajkal
- Julia Ragnarsson : Zana
- Danny Sapani : Wes
- Nigel Lindsay (en) : Donny
- Richard E. Grant : Seb Whiting
- Lisa McAllister : Donna

## Épisodes
1. Démence criminelle
2. Monnaie d'échange
3. Le Fantôme du passé
4. La Revanche des albanais

## Distinctions

### Nominations
- British Academy Television Awards 2013 :
  - Meilleur acteur dans un second rôle pour Harry Lloyd
  - Meilleure actrice dans un second rôle pour Anastasia Hille